# Viktor Claesson
Viktor Johan Anton Claesson (* 2. ledna 1992 Värnamo) je švédský profesionální fotbalista, který hraje na pozici křídelníka dánský klub FC Kodaň a za švédský národní tým. Od března 2022 je bez angažmá poté, co opustil ruský klub FK Krasnodar. Nejčastěji nastupuje na levém křídle, jako ofensivní záložník, či jako hrotový útočník.

## Reprezentační kariéra
Claesson debutoval ve švédské reprezentaci dne 18. ledna 2012 v přátelském utkání proti Bahrajnu. Svůj první soutěžní reprezentační zápas však odehrál až 25. března 2017, když nastoupil na posledních 5 minut do kvalifikačního utkání proti Bělorusku.
V květnu 2018 byl Claesson nominován na závěrečný turnaj Mistrovství světa ve fotbale 2018 v Rusku, na kterém pomohl týmu k postupu do čtvrtfinále.
V zápase proti Španělsku 10. června 2019 utrpěl Claesson vážné zranění kolena po srážce s Jordi Albou.
V červnu 2021 byl nominován na závěrečný turnaj Euro 2021. V posledním zápase základní skupiny, proti Polsku, vstřelil v 90+2. minutě gól na konečných 3:2, pomohl tak klubu k postupu ze skupiny z prvního místa.

## Statistiky

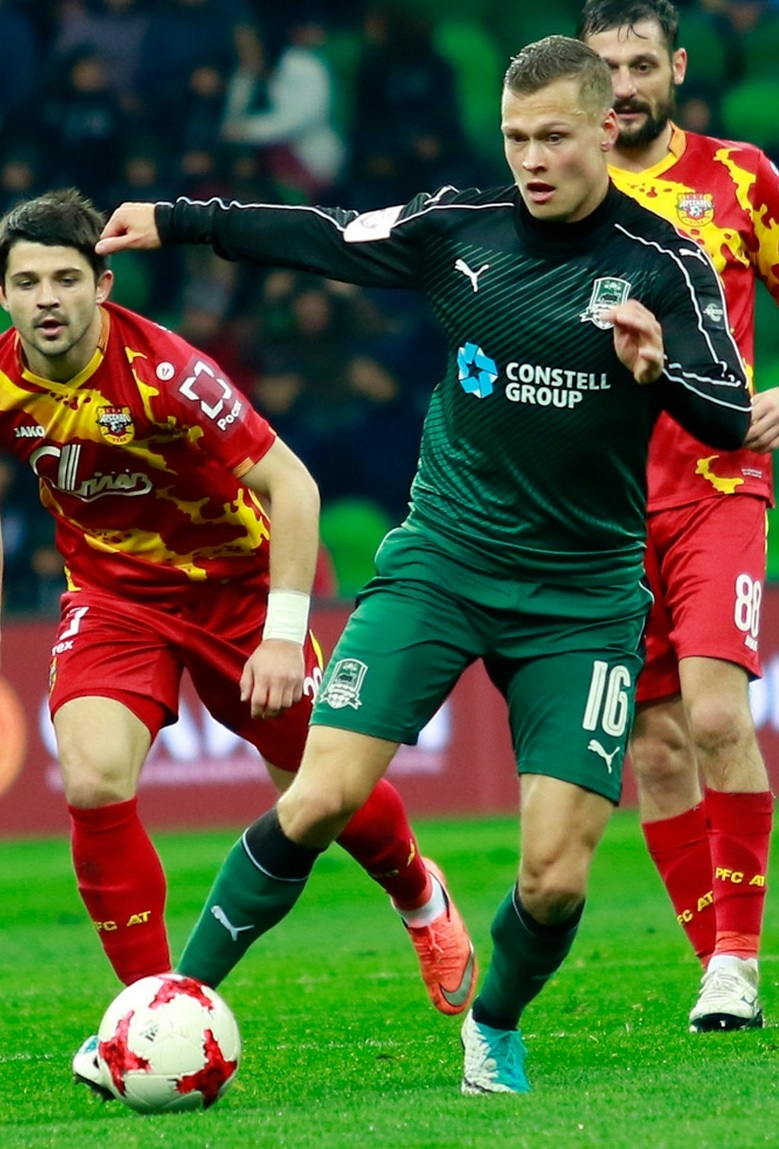
Claesson v dresu Krasnodaru (2017)

### Klubové
K 16. květnu 2021
| Klub        | Sezóna  | Liga         | Liga   | Liga | Pohár  | Pohár | Evropské poháry | Evropské poháry | Ostatní | Ostatní | Celkem | Celkem |
| Klub        | Sezóna  | Liga         | Zápasy | Góly | Zápasy | Góly  | Zápasy          | Góly            | Zápasy  | Góly    | Zápasy | Góly   |
| ----------- | ------- | ------------ | ------ | ---- | ------ | ----- | --------------- | --------------- | ------- | ------- | ------ | ------ |
| IFK Värnamo | 2009    | Division 1   | 16     | 5    | –      | –     | –               | –               | –       | –       | 16     | 5      |
| IFK Värnamo | 2010    | Division 1   | 25     | 11   | 1      | 0     | –               | –               | 2       | 0       | 28     | 11     |
| IFK Värnamo | 2011    | Superettan   | 29     | 13   | 1      | 0     | –               | –               | –       | –       | 30     | 13     |
| IFK Värnamo | Celkem  | Celkem       | 70     | 29   | 2      | 0     | –               | –               | 2       | 0       | 74     | 29     |
| IF Elfsborg | 2012    | Allsvenskan  | 27     | 5    | 0      | 0     | 6               | 2               | –       | –       | 33     | 7      |
| IF Elfsborg | 2013    | Allsvenskan  | 23     | 3    | 3      | 0     | 8               | 3               | –       | –       | 34     | 6      |
| IF Elfsborg | 2014    | Allsvenskan  | 26     | 5    | 7      | 2     | 6               | 0               | –       | –       | 39     | 7      |
| IF Elfsborg | 2015    | Allsvenskan  | 29     | 11   | 5      | 3     | 6               | 1               | –       | –       | 40     | 15     |
| IF Elfsborg | 2016    | Allsvenskan  | 29     | 8    | 3      | 2     | –               | –               | –       | –       | 32     | 10     |
| IF Elfsborg | Celkem  | Celkem       | 134    | 32   | 18     | 7     | 26              | 6               | 0       | 0       | 178    | 45     |
| Krasnodar   | 2016/17 | Premier Liga | 13     | 1    | 1      | 2     | 4               | 2               | –       | –       | 18     | 5      |
| Krasnodar   | 2017/18 | Premier Liga | 30     | 10   | 0      | 0     | 4               | 2               | –       | –       | 34     | 12     |
| Krasnodar   | 2018/19 | Premier Liga | 29     | 12   | 4      | 1     | 9               | 2               | –       | –       | 42     | 15     |
| Krasnodar   | 2019/20 | Premier Liga | 0      | 0    | 0      | 0     | 0               | 0               | –       | –       | 0      | 0      |
| Krasnodar   | 2020/21 | Premier Liga | 24     | 6    | 1      | 0     | 8               | 2               | –       | –       | 33     | 8      |
| Krasnodar   | Celkem  | Celkem       | 96     | 29   | 6      | 3     | 25              | 8               | 0       | 0       | 127    | 40     |
| Celkem      | Celkem  | Celkem       | 300    | 90   | 26     | 10    | 51              | 14              | 2       | 0       | 379    | 114    |

### Reprezentační
K 23. červnu 2021
| Švédsko | Švédsko | Švédsko |
| Rok     | Zápasy  | Góly    |
| ------- | ------- | ------- |
| 2012    | 2       | 1       |
| 2013    | 2       | 0       |
| 2016    | 3       | 0       |
| 2017    | 12      | 2       |
| 2018    | 14      | 1       |
| 2019    | 4       | 3       |
| 2020    | 5       | 1       |
| 2021    | 7       | 2       |
| Celkem  | 49      | 10      |

#### Reprezentační góly
K zápasu odehranému 23. června 2021. Skóre a výsledky Švédska jsou vždy zapisovány jako první.
| Gól | Datum              | Místo                                      | Soupeř      | Skóre | Výsledek | Soutěž                                 |
| --- | ------------------ | ------------------------------------------ | ----------- | ----- | -------- | -------------------------------------- |
| 1.  | 23. ledna 2012     | Chalífův mezinárodní stadion, Dauhá, Katar | Katar       | 2:0   | 5:0      | Přátelský zápas                        |
| 2.  | 28. března 2017    | Estádio do Marítimo, Funchal, Portugalsko  | Portugalsko | 1:2   | 3:2      | Přátelský zápas                        |
| 3.  | 28. března 2017    | Estádio do Marítimo, Funchal, Portugalsko  | Portugalsko | 2:2   | 3:2      | Přátelský zápas                        |
| 4.  | 10. září 2018      | Friends Arena, Solna, Švédsko              | Turecko     | 2:0   | 2:3      | Liga národů UEFA 2018/19               |
| 5.  | 23. března 2019    | Friends Arena, Solna, Švédsko              | Rumunsko    | 2:0   | 2:1      | Kvalifikace na Mistrovství Evropy 2020 |
| 6.  | 26. března 2019    | Ullevaal Stadion, Oslo, Norsko             | Norsko      | 1:2   | 3:3      | Kvalifikace na Mistrovství Evropy 2020 |
| 7.  | 7. června 2019     | Friends Arena, Solna, Švédsko              | Malta       | 2:0   | 3:0      | Kvalifikace na Mistrovství Evropy 2020 |
| 8.  | 17. listopadu 2020 | Stade de France, Saint-Denis, Francie      | Francie     | 1:0   | 2:4      | Liga národů UEFA 2020/21               |
| 9.  | 25. března 2021    | Friends Arena, Solna, Švédsko              | Gruzie      | 1:0   | 1:0      | Kvalifikace na Mistrovství světa 2022  |
| 10. | 23. června 2021    | Krestovskij stadion, Petrohrad, Rusko      | Polsko      | 3:2   | 3:2      | Mistrovství Evropy 2020                |

## Ocenění

### Klubové

#### Elfsborg
- Allsvenskan: 2012
- Svenska Cupen: 2013/14

### Individuální
- Nejlepší švédský záložník roku: 2018